# Associazione Polisportiva Savoia 1908 1976-1977
Questa voce raccoglie le informazioni riguardanti il Savoia nelle competizioni ufficiali della stagione 1976-1977.

## Stagione
La stagione 1976-1977 fu la 55ª stagione sportiva del Savoia.
Serie D 1976-1977: 9º posto

## Divise
| Casa | 1ª portiere | 2ª portiere |

## Organigramma societario
Area direttiva
- Presidente:  Franco Immobile
- Vice presidente: Pasquale Gallo, Michele Gallo

Area organizzativa
- Dirigente accompagnatore: Felicio Ferraro
- Segretario generale: Giuseppe Sasso

Area tecnica
- Allenatore:  Primo Ravaglia poi
 Nicola D'Alessio Monte dalla 10^

## Rosa

Potenza-Savoia 1-1, Ciro Vesce trasforma il rigore del momentaneo vantaggio del Savoia al 45'.

| N. |                   | Ruolo | Calciatore                 |
| -- | ----------------- | ----- | -------------------------- |
|    | Italia (bandiera) | P     | Carlo De Amicis (capitano) |
|    | Italia (bandiera) | P     | Francesco Lauri            |
|    | Italia (bandiera) | D     | Florio                     |
|    | Italia (bandiera) | D     | Ciro Vesce                 |
|    | Italia (bandiera) | C     | Adriano Gobbetti           |
|    | Italia (bandiera) | C     | Giuseppe Peviani           |
|    | Italia (bandiera) | A     | Gustavo Valeri             |
|    | Italia (bandiera) | A     | Angelo Vitone              |
|    | Italia (bandiera) | A     | Guido Vivarelli            |
|    | Italia (bandiera) |       | Brisalin                   |
|    | Italia (bandiera) |       | Corti                      |
|    | Italia (bandiera) |       | D’Acunto                   |
|    | Italia (bandiera) |       | De Fenza                   |

| N. |                   | Ruolo | Calciatore          |
| -- | ----------------- | ----- | ------------------- |
|    | Italia (bandiera) |       | Mario Fattorusso    |
|    | Italia (bandiera) |       | Michele Giannone    |
|    | Italia (bandiera) |       | Giurini             |
|    | Italia (bandiera) |       | Martino             |
|    | Italia (bandiera) |       | Fausto Montresor    |
|    | Italia (bandiera) |       | Oppezzo             |
|    | Italia (bandiera) |       | Paganini            |
|    | Italia (bandiera) |       | Salvatore Polverino |
|    | Italia (bandiera) |       | Raffaele Riso       |
|    | Italia (bandiera) |       | Sanfilippo          |
|    | Italia (bandiera) |       | Santagata           |
|    | Italia (bandiera) |       | Vitiello            |

## Calciomercato
| Acquisti | Acquisti | Acquisti | Acquisti   |
| R.       | Nome     | da       | Modalità   |
| -------- | -------- | -------- | ---------- |
|          |          |          | definitivo |

| Cessioni | Cessioni | Cessioni | Cessioni   |
| R.       | Nome     | a        | Modalità   |
| -------- | -------- | -------- | ---------- |
|          |          |          | definitivo |